# مپن (ایلینوی)
مپن (به انگلیسی: Meppen) یک منطقهٔ مسکونی در ایالات متحده آمریکا است که در شهرستان کلهون، ایلینوی واقع شده‌است. مپن ۱۳۸٫۹۹ متر بالاتر از سطح دریا واقع شده‌است.